# Hemnypia
Hemnypia es un género de polillas monotípico perteneciente a la familia Geometridae. El género fue descrita por primera vez por Frederick Hastings Rindge en 1986. Su única especie, Hemnypia baueri, se encuentra con endemismo en California. El holotipo de la especie fue descrita en Punta Arenas (California).